# Lac Kawawiekamak
Lac Kawawiekamak är en sjö i Kanada.   Den ligger i regionen Mauricie och provinsen Québec, i den sydöstra delen av landet, 400 km norr om huvudstaden Ottawa. Lac Kawawiekamak ligger 400 meter över havet.
Trakten runt Lac Kawawiekamak är nära nog obefolkad, med mindre än två invånare per kvadratkilometer.